# لینا اکسلسون کیلبلوم
لینا اکسلسون کیلبلوم (به انگلیسی: Lina Axelsson Kihlblom) (زاده ۲۴ ژوئن ۱۹۷۰) سیاستمدار سوئدی است.
او یک زن ترنس است. او عضو حزب سوسیال دموکرات سوئد است و از ۳۰ نوامبر ۲۰۲۱ تا ۱۷ اکتبر ۲۰۲۲ وزیر آموزش در کابینه ماگدالنا اندرسون بود. او اولین وزیر تراجنسیتی در تاریخ سوئد است. او در سال ۱۹۹۵ گذار جنسیت را انجام داد.